# Thomas Blakiston

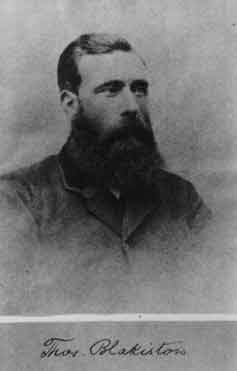
Thomas Wright Blakiston

Thomas Wright Blakiston (27. Dezember 1832 – 15. Oktober 1891) war ein englischer Entdecker und Naturforscher.

## Frühes Leben und Karriere
Blakiston wurde in Lymington, Hampshire, England, als Sohn von Major John Blakiston geboren. Sein Großvater war Sir Matthew Blakiston, 2. Baronet Blakiston. Seine Mutter Jane Wright war die Tochter von Reverend Thomas Wright, Rektor von Market Bosworth, Leicestershire, England.
Blakiston erkundete zwischen 1857 und 1859 mit der Palliser-Expedition den Westen Kanadas. Mount Blakiston, der höchste Punkt im Waterton-Lakes-Nationalpark, wurde 1858 nach ihm benannt. Im Jahr 1861 reiste er den Jangtse-Fluss in China hinauf und kam damit weiter als jeder andere Westler vor ihm. Den nächsten Teil seines Lebens verbrachte er in Japan und wurde zu einem der wichtigsten Naturforscher des Landes. Blakiston war der erste, der feststellte, dass die Tiere auf Hokkaidō, der nördlichen Insel Japans, mit nordasiatischen Arten verwandt waren, während die Tiere auf Honshū im Süden mit denen aus Südasien verwandt waren. Die Tsugaru-Straße zwischen den beiden Inseln wurde daher als zoogeografische Grenze festgelegt und ist nun als „Blakistons Grenze“ bekannt. Blakiston sammelte 1883 in Hakodate, Japan, ein Eulenexemplar. Dieses wurde später von Henry Seebohm beschrieben und Riesen-Fischuhu (auf Englisch Blakiston's fish owl) genannt.
Im Jahr 1885 zog er in die Vereinigten Staaten.

## Privatleben und Tod
Blakiston heiratete im Jahr 1885 Ann Mary Dun. Sie war die Tochter von James Dun und die Schwester von Edwin Dun (einem O-yatoi gaikokujin). Sie hatten eine Tochter und einen Sohn. Ann Mary überlebte ihn um 46 Jahre und starb im März 1937 in England.
Blakiston starb im Oktober 1891 an Lungenentzündung, als er in San Diego, Kalifornien, war. Er wurde auf dem Green Lawn Cemetery in Columbus, Ohio, auf der Grabstelle der Familie seiner Frau begraben.

## Bibliographie
- Darryl Lundy: FAQ. The Peerage (englisch).
- Ibis Jubilee supplement 1908